# Liste von Kinderheimen in Österreich
Die Liste von Kinderheimen in Österreich enthält die aktuellen und ehemaligen Säuglings-, Kinder- und Jugendheime, die nach 1945 und vor 1990 bestanden haben. Dabei wird der Begriff Heime im engeren Sinn verstanden. Bereits bei ihrem Entstehen nach modernen pädagogischen Konzepten ausgerichtete Familiengruppen und Wohngemeinschaften, auch die SOS-Kinderdörfer, waren nicht Ziel dieser Liste, werden jedoch vereinzelt genannt (wenn sie etwa in einer der Hauptquellen genannt werden oder nicht nachvollziehbar ist, welche Struktur ursprünglich vorhanden war); dasselbe gilt für Internate. Die bei einigen Heimen angegebene Kapazität bezieht sich jeweils auf den höchsten Stand, der ermittelt werden konnte.
Die Angaben zu den gemeldeten Fällen von Gewalt und/oder Missbrauch sind dem Buch Tatort Kinderheim von Hans Weiss (siehe Abschnitt Literatur) entnommen und beziehen sich auf den Zeitraum bis Mitte 2012. Spätere und genauere Angaben können mangels Veröffentlichung derzeit nicht genannt werden. Zu erwähnen ist auch, dass aus einigen Bundesländern (insbesondere Burgenland und Kärnten) keine eindeutigen Angaben vorliegen. In anderen Bundesländern (Steiermark, Oberösterreich) wurden etwa die Heime, in denen es Meldungen gab, nur beispielsweise bekanntgegeben und der Rest unter „Sonstige“ zusammengefasst, wodurch diese nicht zugeordnet werden konnten. Durch ein „Ja“ in der Spalte wird ausgedrückt, dass das Heim gemeldet wurde, jedoch keine Anzahl bekannt ist; „Nein“ wurde hingegen nicht vergeben, da es aufgrund der unvollständigen Angaben bei keinem Heim ausgeschlossen werden kann. Siehe dazu auch Geschichte der Heimerziehung in Österreich.

## Burgenland
| Bild | Bezeichnung                         | Adresse/Standort                                                            | Art des Betreibers | Meldungen bezüglich Gewalt und/oder Missbrauch | Kapazität | Ausbildungsmöglichkeiten              | Sonstige Angaben | Bestehen |
| ---- | ----------------------------------- | --------------------------------------------------------------------------- | ------------------ | ---------------------------------------------- | --------- | ------------------------------------- | --- | -------- |
|      | Kinderheim Wimpassing an der Leitha | 2485 Wimpassing an der Leitha, Kirchengasse 17 47° 54′ 59″ N, 16° 25′ 46″ O | Kirche             | Ja                                             | 100       | interne Sonderschule, externe Schulen | Das von Kamillianern geführte Kinderheim wurde 1947 eröffnet und beherbergte bis zu 100 Kinder. 1949 Einrichtung einer Sonderschule. Ab 1969 entwickelte sich das Heim zu einem Wohnheim für Behinderte, seit 1996 Behinderten- und Pflegeheim der Caritas der Diözese Eisenstadt. | 1947–    |
|      | Kinderdorf Pöttsching               | 7033 Pöttsching, Kinderdorfstraße 1 47° 48′ 13″ N, 16° 21′ 12″ O            | Privat             |                                                | 70        |                                       | Das Kinderdorf Pöttsching war ab 1968 ein Internat für 84 lernbegabte Kinder von 8 bis 18 Jahren und veränderte sich in den 1970er- und 1980er-Jahren zu einer Jugendwohlfahrtsinstitution. Heute bietet das Kinderdorf Platz für 70 Kinder und Jugendliche.                       | 1968–    |
|      | SOS-Kinderdorf Pinkafeld            | 7423 Pinkafeld, Hermann-Gmeiner-Str. 6 47° 22′ 22″ N, 16° 6′ 45″ O          | Privat             |                                                |           | extern                                | | 1960–    |

## Kärnten
| Bild | Bezeichnung | Adresse/Standort                                                                   | Art des Betreibers | Meldungen bezüglich Gewalt und/oder Missbrauch | Kapazität     | Ausbildungsmöglichkeiten | Sonstige Angaben                                | Bestehen |
| ---- | --- | ---------------------------------------------------------------------------------- | ------------------ | ---------------------------------------------- | ------------- | --- | ----------------------------------------------- | -------- |
|      | Fürsorgeerziehungsheim Maria Josefinum des Kärntner Caritasverbandes                                                                            | 9010 Klagenfurt 46° 35′ 32″ N, 14° 15′ 36″ O                                       | Kirche             |                                                | 110 (aktuell) | Ursprünglich von den Barmherzigen Schwestern vom heiligen Vinzenz von St. Paul geführtes Heim für „in mehrfacher Hinsicht beeinträchtigte Kinder“ mit Ausbildung als Schneider, Schuster und Korbflechter, ab 1936 als Verein Maria Josefinum. Im Jahr 1939 Vereinsauflösung durch die Nationalsozialisten. Die im Heim untergebrachten Buben kamen in die Propstei Tainach, die Mädchen ins Pfarrheim Markt Griffen; 30 von ihnen wurden 1942 mit dem Urteil, „lebensunwert“ zu sein, abgeholt und ermordet. 1945 wurde der Verein wiedergegründet, 1954 konnte das Heim wieder bezogen werden. 1978 übersiedelte das Heim an den Stadtrand, wo es heute noch als Sozialpädagogisches und therapeutisches Zentrum für 110 Kinder und Jugendliche im Alter von 6 bis 20 Jahren besteht. | 1898–                                           |          |
|      | Waisenhaus für Mädchen | 9010 Klagenfurt, Ursulinengasse 1 46° 37′ 31″ N, 14° 18′ 18″ O                     | Kirche             |                                                |               | |                                                 |          |
|      | Mädchenheim der Frauen vom Guten Hirten | 9020 Klagenfurt, Harbacher Straße 70, Schloss Harbach 46° 37′ 18″ N, 14° 20′ 33″ O | Kirche             |                                                |               | interne Volksschule, interne Haushaltungsschule |                                                 | 1890     |
|      | Landeserziehungsheim Rosental | 9170 Ferlach, Görtschach 23 46° 31′ 54″ N, 14° 16′ 29″ O                           | Land               | Ja                                             |               | | Das Heim wurde Ende der 1950er-Jahre gegründet. | – 2004   |
|      | Schüler- und Kinderheim Haus Herrnhilf, Diakonie de La Tour                                                                                     | 9521 Treffen am Ossiacher See, Niederdorfer Straße 38 46° 39′ 37″ N, 13° 52′ 7″ O  | Kirche             | Ja                                             |               | |                                                 |          |
|      | Kinderheim der Evangelischen Stiftung der Gräfin de la Tour (heute Diakonie de La Tour)                                                         | 9521 Treffen am Ossiacher See, Niederdorferstraße 46 46° 39′ 50″ N, 13° 51′ 49″ O  | Kirche             |                                                |               | |                                                 |          |
|      | St. Antonius Waisenhaus des Bonifatiusvereins der Diözese Gurk                                                                                  | 9521 Treffen, Antonius-Weg 1 46° 40′ 0″ N, 13° 51′ 28″ O                           | Kirche             | Ja                                             |               | |                                                 | 1902 –   |
|      | Kleinkinder- und Schulkinderheim des evangelischen Vereins für Innere Mission in Kärnten                                                        | 9560 Feldkirchen, Martin-Luther-Straße 12 46° 43′ 59″ N, 14° 5′ 10″ O              | Kirche             |                                                |               | |                                                 |          |
|      | Jugendheim und Internats-Sonderschule der Österreichischen Gesellschaft Rettet das Kind (heute „Integrationszentrum Rettet das Kind – Seebach“) | 9871 Seeboden am Millstättersee, Seutterweg 10–14 46° 49′ 6″ N, 13° 29′ 57″ O      | Privat             |                                                |               | |                                                 |          |

## Niederösterreich
| Bild | Bezeichnung                                                                                                   | Adresse/Standort                                                                                   | Art des Betreibers | Meldungen bezüglich Gewalt und/oder Missbrauch | Kapazität    | Ausbildungsmöglichkeiten                                                                 | Sonstige Angaben | Bestehen                              |
| ---- | --- | -------------------------------------------------------------------------------------------------- | ------------------ | ---------------------------------------------- | ------------ | ---------------------------------------------------------------------------------------- | --- | ------------------------------------- |
|      | NÖ Sozialpädagogisches Betreuungszentrum Hollabrunn                                                           | 2020 Hollabrunn, Elsa Brändström-Straße 1 48° 33′ 46″ N, 16° 5′ 8″ O                               | Land               | Ja                                             |              | sozialpädagogische Lehrwerkstätten Frisör, Gärtnerei, Küche und Floristik                | Es stehen 36 Plätze im Jugendheim, 40 zur Berufsausbildung, 8 im Krisenzentrum und 16 Plätze im Mutter-Kind-Haus zur Verfügung. |                                       |
|      | Kinderheim der Caritas Wien, Turmhof Retz                                                                     | 2070 Retz, Fladnitzerstraße 46 48° 45′ 53″ N, 15° 56′ 54″ O                                        | Kirche             | 34                                             | 130          | Interne Sonderschule, externe Schulen; Berufsausbildung intern                           | Im Turmhof Retz, einem Vertragsheim der Stadt Wien, wurden 130 männliche Kinder und Jugendliche aufgenommen – 100 Schüler von 6 bis 15 Jahren und 30 Lehrlinge von 15 – 19 Jahren. Es standen die Lehrberufe Maler, Schlosser und Tischler zur Auswahl. Aufgrund der Berichte ehemaliger Heimkinder über Gewalt und Missbrauch, die die Jahre 1954 bis 1978 betrafen, wurde der Heimleiter entlassen und gerichtlich zu einer Gefängnisstrafe verurteilt. |                                       |
|      | NÖ Landes-Jugendheim Korneuburg                                                                               | 2100 Korneuburg, Stockerauer Straße 80 48° 21′ 5″ N, 16° 19′ 27″ O                                 | Land               | Ja                                             |              | Berufsausbildung, Landesberufsschule                                                     | Es stehen 114 Plätze für Jugendliche in Berufsausbildung und 12 Plätze für Berufsvorbereitungskurse zur Verfügung. |                                       |
|      | Herz-Jesu-Kinderheim der Kongregation der Schwestern von der heiligen Hedwig                                  | 2123 Unterolberndorf, Kreuttalstraße 109 48° 26′ 23″ N, 16° 28′ 10″ O                              | Kirche             | Ja                                             | 59           | Dorfvolksschule                                                                          | In dem Vertragsheim der Stadt Wien wurden 54 Buben und Mädchen von 6 bis 14 Jahren und 5 weibliche Jugendliche von geistlichen Schwestern erzogen. Die Jugendlichen wurden zu Arbeiten in Haus und Küche herangezogen und in Hauswirtschaft unterwiesen. | – 1981                                |
|      | NÖ Kinder- und Jugendbetreuungszentrum Matzen                                                                 | 2243 Matzen, Hauptstraße 16 48° 24′ 6″ N, 16° 41′ 41″ O                                            | Land               | Ja                                             |              |                                                                                          | Derzeit stehen im Jugendheim 50 Plätze und 15 für ein Arbeitsintegrationsprojekt zur Verfügung. |                                       |
|      | Kinderheim Maria Frieden der Erzdiözese Wien Caritas                                                          | 2326 Lanzendorf, Obere Hauptstraße 35 48° 6′ 18″ N, 16° 26′ 4″ O                                   | Kirche             | Ja                                             | 24           | interne praktische Ausbildung für den Haushalt                                           | Im Heim Maria Frieden gab es 24 Plätze für weibliche, „debile“ (so die Beschreibung der Gemeinde Wien im Jahr 1968) Jugendliche von 15 bis 19 Jahren. Die Mädchen wurden für den Haushalt ausgebildet und bekamen nur bei guter Führung Ausgang oder Urlaub. |                                       |
|      | Gertrudenheim Lanzendorf, Kinderheim der Erzdiözese Wien Caritas                                              | 2326 Lanzendorf, Obere Hauptstraße 37 48° 6′ 15″ N, 16° 26′ 1″ O                                   | Kirche             | Ja                                             | 40           | interne Volks- und Sonderschule                                                          | Im Gertrudenheim wurden 40 männliche und weibliche Kinder und Jugendliche im Alter von 6 bis 15 Jahren aufgenommen. Sie besuchten die interne Aufbauvolksschule, die den Lehrplan der Volksschulen übernommen hatte, einzelne Kinder wurden nach dem Lehrplan der Allgemeinen Sonderschulen unterrichtet. Es bestand die Möglichkeit, an der Hauptschule Lanzendorf die Externistenprüfung für den 2. Klassenzug der Hauptschule abzulegen. Den 1. Klassenzug durften nur besonders begabte und „unschwierige“ Kinder besuchen. Das Heim war Vertragsheim der Gemeinde Wien.                          |                                       |
|      | NÖ Landesjugendheim Mödling                                                                                   | 2340 Mödling, Josef Hyrtl-Platz 1–3, Wiener Straße 18, Wiener Straße 22 48° 5′ 9″ N, 16° 17′ 58″ O | Land               | Ja                                             | 600 (1903)   |                                                                                          | Ursprünglich als Hyrtl’sches Waisenhaus erbaut und 1938 durch die Nationalsozialisten geschlossen, wurde das Heim 1955 als Landesjugendheim neu eröffnet und übersiedelte 1978 in die Hinterbrühl (siehe dort). | 1955–1978                             |
|      | Kinderheim Maria Enzersdorf der Kongregation der Schwestern vom armen Kinde Jesu                              | 2344 Maria Enzersdorf, Gießhüblstraße 39 48° 5′ 56″ N, 16° 16′ 13″ O                               | Kirche             | 21                                             | 135          | Volksschule und Sonderschule                                                             | Das konfessionelle, von geistlichen Schwestern geführte Heim nahm Buben und Mädchen im Alter von 2 bis 10 Jahren auf. Von den 135 Plätzen waren 60 für die Gemeinde Wien (Vertragsheim) und ebenso viele für das Land Niederösterreich vorgesehen, die restlichen 15 waren Privatplätze. |                                       |
|      | Sankt-Josefs-Kinderheim                                                                                       | 2345 Brunn am Gebirge, Leopold Gattringer-Straße 42 48° 6′ 31″ N, 16° 16′ 58″ O                    | Kirche             |                                                | 60           | intern                                                                                   | Das Vertragsheim der Stadt Wien wurde von der Kongregation der Schwestern vom hl. Josef geführt und bot Platz für 60 Mädchen von 14 bis 19 Jahren. Das Personal war konfessionell und weltlich. Zur Ausbildung der Mädchen standen ein (ab dem Schuljahr 1967/68 intern geführter) polytechnischer Lehrgang, ein einjähriger hauswirtschaftlicher Berufsvorbereitungskurs sowie Anleitungen im Kochen, Nähen, Handarbeiten, Waschen, Bügeln und für Gartenarbeiten zur Verfügung. |                                       |
|      | Bundeserziehungsanstalt für Frauen, Kongregation der Schwestern „Unserer Frau von der Liebe des Guten Hirten“ | 2351 Wiener Neudorf, Europaplatz 2 48° 5′ 12″ N, 16° 19′ 6″ O                                      | Kirche             |                                                |              |                                                                                          | |                                       |
|      | Kinderheim Borromäum der Kongregation der Heiligen Schwestern vom Borromäus                                   | 2362 Biedermannsdorf, Perlasgasse 10 48° 5′ 7″ N, 16° 20′ 46″ O                                    | Kirche             |                                                | 140          | Volksschule, Hauptschule 2. Klassenzug                                                   | Das Heim war Vertragsheim der Stadt Wien und verfügte über 140 Plätze für Mädchen von 3 – 15 Jahren, die in der heiminternen Volks- und Hauptschule unterrichtet wurden. |                                       |
|      | Erziehungsheim der Stadt Wien, Biedermannsdorf                                                                | 2362 Biedermannsdorf, Ortsstraße 56 48° 5′ 3″ N, 16° 20′ 38″ O                                     | Gemeinde Wien      | 59                                             | 136          | Sonderschule, teilweise intern                                                           | Im Heim Biedermannsdorf wurden 136 männliche Kinder und Jugendliche im Alter von 6 bis 15 Jahren aufgenommen. | – 2005                                |
|      | Kleinkinderheim Sauerstiftung                                                                                 | 2371 Hinterbrühl, Gaadnerstraße 52 48° 4′ 38″ N, 16° 13′ 54″ O                                     | Kirche             | Ja                                             | 80           |                                                                                          | Siehe Sauerstiftung. Das Heim war Vertragsheim der Stadt Wien | 1934 bis 1997                         |
|      | NÖ Landesjugendheim Hinterbrühl, Heilpädagogisches Zentrum Hinterbrühl                                        | 2371 Hinterbrühl, Urlaubskreuzstraße 15 48° 5′ 30″ N, 16° 15′ 32″ O                                | Land               | Ja                                             |              | Landessonderschule                                                                       | Es stehen 56 Plätze im Jugendheim, 8 Plätze im Krisenzentrum und 88 Plätze in Sonderabteilungen zur Verfügung. | 1978 –                                |
|      | SOS-Kinderdorf Hinterbrühl                                                                                    | 2371 Hinterbrühl, Kröpfelsteigstraße 42 48° 5′ 2″ N, 16° 14′ 1″ O                                  | Privat             | Ja                                             | 100          |                                                                                          | Das SOS-Kinderdorf Hinterbrühl bietet (nach einer Erweiterung um drei Häuser im Jahr 2013) in 12 Kinderdorffamilien Platz für 50 Kinder, zusätzlich gibt es 4 Kinderwohngruppen, 3 sozial-therapeutische Wohngruppen, betreutes Wohnen für junge Erwachsene und 3 Einheiten für Eltern-Kind-Wohnen. Insgesamt wird eine Zahl von 100 Kindern und Jugendlichen angegeben. | 1957 –                                |
|      | NÖ Landes-Kinderheim Schwedenstift                                                                            | 2380 Perchtoldsdorf, Leonhardiberggasse 10–12 48° 7′ 15″ N, 16° 15′ 44″ O                          | Land               |                                                |              |                                                                                          | Das Heim 45 Plätze für Kinder, Jugendliche und junge Erwachsene mit besonderen Bedürfnissen an. 2016 wurde das Heim geschlossen und übersiedelte in die Theresienau, ebenfalls in Perchtoldsdorf. Die heutige Bezeichnung ist NÖ Pflege- und Förderzentrum Perchtoldsdorf. | 1921–2016                             |
|      | Don Bosco Heim Unterwaltersdorf                                                                               | 2442 Ebreichsdorf-Unterwaltersdorf, Don Bosco-Straße 20 47° 57′ 59″ N, 16° 25′ 53″ O               | Kirche             | Ja                                             |              |                                                                                          | Heute besteht an dem Standort ein Gymnasium mit Halbinternat (Nachmittagsbetreuung). | 1914 –                                |
|      | Ludwig-Urban-Erholungsheim, Ferienheim Tribuswinkel der Gemeinde Wien                                         | 2512 Tribuswinkel 48° 0′ 22″ N, 16° 16′ 25″ O                                                      | Gemeinde Wien      | Ja                                             | 160          | –                                                                                        | Das Erholungsheim für ca. 160 Kinder wurde im Schloss Tribuswinkel untergebracht. | 1959–1988                             |
|      | Schulheim Gaaden                                                                                              | 2531 Gaaden bei Mödling, Heiligenkreuzer Straße 6 48° 3′ 14″ N, 16° 11′ 48″ O                      | Gemeinde Wien      | Ja                                             | 18           | intern                                                                                   | Das Schulheim Gaaden ist ein sozialpädagogisches Kooperationsprojekt und nimmt in Zusammenarbeit mit der MA 11 Schüler und Schülerinnen mit Schulabsentismus auf. Der Aufenthalt beträgt in der Regel 3 Monate, kann aber verlängert werden. Ziel ist eine Rückführung der Jugendlichen in den normalen Unterricht und ihnen den Hauptschulabschluss zu ermöglichen. | 1987–2009 (? lt. Verwaltete Kindheit) |
|      | NÖ Landes-Jugendheim Pottenstein                                                                              | 2563 Pottenstein, Gutensteiner Straße 65 47° 57′ 35″ N, 16° 4′ 58″ O                               | Land               | Ja                                             |              |                                                                                          | Es gibt im Jugendheim 73 Plätze, wovon 18 für Berufsvorbereitungskurse vorgesehen sind. |                                       |
|      | NÖ Landesjugendheim Puchberg am Schneeberg                                                                    | 2734 Puchberg am Schneeberg, Ehrbarweg 2 47° 47′ 27″ N, 15° 54′ 55″ O                              | Land               | Ja                                             |              |                                                                                          | |                                       |
|      | Kinderheim Pitten der Volkshilfe Niederösterreich                                                             | 2823 Pitten, Wiener Neustädter Straße 11 47° 43′ 7″ N, 16° 11′ 24″ O                               | Privat             | ja                                             | 56           | externe Schulen                                                                          | Das Vertragsheim der Stadt Wien verfügte über 56 Plätze für Buben und Mädchen von 4 bis 15 Jahren. | 1968–2010                             |
|      | Kinderheim Wimmersdorf                                                                                        | 3040 Wimmersdorf 48° 13′ 51″ N, 15° 58′ 21″ O                                                      | Privat             | 31                                             | 90 – 97      | intern Volksschule, interne Hauptschule 2. Klassenzug                                    | Das seit 1924 – auch während der Zeit des Nationalsozialismus – von der Familie Stellbogen privat geführte Vertragsheim der Stadt Wien nahm 90 männliche Kinder und Jugendliche von 8 bis 15 Jahren auf. Nach einem kritischen Beitrag in der Sendung Teleobjektiv am 16. August 1980 kündigte die Stadt Wien den Vertrag, was die Schließung des Heimes zur Folge hatte. | 1924–1981                             |
|      | Kinderheim St. Josef-Edelhof                                                                                  | 3163 Rohrbach an der Gölsen, Prünst 12 48° 3′ 18″ N, 15° 45′ 38″ O                                 | Kirche             | Ja                                             | 94           | externe Volksschule und Hauptschule                                                      | Das von der Kongregation der Schwestern vom armen Kinde Jesu geführte Vertragsheim der Stadt Wien hatte 84 Plätze für Kinder von 1 ½ bis 12 Jahren sowie 10 Plätze für 15- bis 18-jährige Pflegekinder. Die Gruppen wurden von geistlichen Schwestern geleitet, unterstützt von weltlichen Kindergärtnerinnen und Helferinnen. In den Sommermonaten wurden auch 20 Ferienkinder im Auftrag der Niederösterreichischen Landesregierung aufgenommen. Die männlichen Pflegekinder mussten in der Landwirtschaft mithelfen, weibliche hingegen bei Hausarbeiten, in Küche, Waschküche und Schneiderei.    |                                       |
|      | Evangelische Anstalten Salzerbad, Kinderheim                                                                  | 3171 Kleinzell, Salzerbad 47° 59′ 14″ N, 15° 45′ 0″ O                                              | Kirche             | Ja                                             | 40           | externe Volksschule in Kleinzell                                                         | Das Heim verfügte über 40 Plätze für 6- bis 10-jährige Buben und Mädchen, wobei die Hälfte für die Gemeinde Wien (Vertragsheim), die andere Hälfte für privat finanzierte Plätze zur Verfügung stand. |                                       |
|      | Niederösterreichisches Landesjugendheim Schauboden                                                            | 3251 Purgstall, Schauboden 26 48° 4′ 58″ N, 15° 8′ 25″ O                                           | Land               | Ja                                             |              |                                                                                          | Es stehen 74 Heimplätze und 8 Plätze im Krisenzentrum zur Verfügung. |                                       |
|      | NÖ Landesjugendheim Lunz am See                                                                               | 3293 Lunz am See 47° 51′ 6″ N, 15° 2′ 31″ O                                                        | Land               | Ja                                             |              |                                                                                          | 2004 Schließung, Renovierung/Umbau ab 2005, Weiternutzung ab 2007 als Wassercluster Lunz | -2004                                 |
|      | NÖ Kinder- und Jugend-Betreuungszentrum Reichenauerhof                                                        | 3340 Waidhofen an der Ybbs, Weyrer Straße 81 47° 56′ 19″ N, 14° 45′ 57″ O                          | Land               | Ja                                             |              | Landessonderschule, Berufsvorbereitungskurse                                             | Es gibt im Reichenauerhof 91 Plätze, davon 10 für Berufsvorbereitungskurse und 37 für Kinder und Jugendliche mit besonderen Bedürfnissen. |                                       |
|      | Agnesheim der Caritas Socialis                                                                                | 3400 Klosterneuburg, Martinstraße 28–30 48° 18′ 45″ N, 16° 19′ 19″ O                               | Kirche             |                                                | 80           | intern                                                                                   | Das Vertragsheim der Stadt Wien hatte Plätze für 80 Mädchen im Alter von 15 bis 19 Jahren. Die Erzieherinnen waren teils konfessionell, teils weltlich. Es gab im Heim eine zweijährige Haushaltungsschule und die Möglichkeit einer Schneider- und Stickerlehre, sowie praktische Anleitung für Haushaltsarbeiten wie Kochen, Nähen, Handarbeiten, Waschen und Bügeln. |                                       |
|      | Erziehungsheim der Stadt Wien, Klosterneuburg                                                                 | 3400 Klosterneuburg, Martinstraße 56–58 48° 18′ 59″ N, 16° 18′ 53″ O                               | Gemeinde Wien      |                                                | 147          | intern                                                                                   | Das Heim der Gemeinde Wien hatte 97 Plätze für Mädchen von 6 bis 15 Jahren und 50 Plätze für Mädchen von 15 bis 19 Jahren. Den Mädchen standen an Berufsausbildungen ein Bürokurs, eine Damenschneider-Lehre (interne Berufsschule), oder sie wurden in Näherei-, Wäscherei-, Küchen-, Garten- oder Hausarbeit angelernt. | 1872 –                                |
|      | Kinderheim der Volkshilfe Wien, Altenberg                                                                     | 3423 Altenberg bei Greifenstein, Hagental 48° 20′ 0″ N, 16° 13′ 36″ O                              | Privat             | 26                                             | 80–85 Kinder | Interne Volksschule; externe Hauptschule „für besonders brave Schüler“                   | Das Vertragsheim der Stadt Wien nahm Kinder im Alter von 6 bis 15 Jahren auf. Im Heim gab es eine interne Aufbauvolksschule. Ab der 5. Schulstufe konnten Kinder, die sich für den 1. Klassenzug qualifizierten, die Hauptschule in St. Andrä-Wördern besuchen. Den 2. Klassenzug durften nur besonders brave Kinder extern absolvieren – die anderen mussten die interne Volksschule besuchen und hatten die Möglichkeit, Prüfungen als Externisten abzulegen. | 1951–1980                             |
|      | Kinderheim Schloss Judenau                                                                                    | 3441 Judenau, Schlossplatz 1 48° 17′ 2″ N, 16° 0′ 40″ O                                            | Privat             | Ja                                             | 72           |                                                                                          | Ab 1872 wurde das Schloss von der Kongregation der Schulschwestern vom 3. Orden des Heiligen Franziskus als Waisenhaus genutzt. Nach einer Enteignung in der Zeit des Nationalsozialismus konnten die Schulschwestern das Waisenhaus ab 1946 weiterführen, bis sie 1951 das Schloss verließen. Im Jahr 1961 wurde darin von der Hilfsorganisation Rettet das Kind das Schülerinternat Judenau gegründet und 2013 in JuVis Judenau umbenannt. Bis zu 72 Kinder und Jugendliche werden in Wohngruppen betreut. Darüber hinaus gibt es die Möglichkeit betreuten Wohnens sowie teilstationäre Betreuung. | 1872–1951 1961–                       |
|      | Internat bei den Englischen Fräulein                                                                          | 3553 Schiltern, Obere Straße 45 48° 31′ 7″ N, 15° 37′ 0″ O                                         | Kirche             | Ja                                             |              | interne Volks-, Haupt- und Haushaltungsschule                                            | Das Institut der Englischen Fräulein betrieb ab 1930 ein Internat (vermutlich für Mädchen) mit angeschlossener Volks-, Haupt- und Haushaltungsschule. 1987 übernahm das Psychosoziale Zentrum Schiltern die Einrichtung und betreut darin seither psychisch beeinträchtigte Menschen. | 1930–198?                             |
|      | Kinderheim Pauly-Gottwald                                                                                     | 3562 Stiefern, Kalvarienberg 1–3 48° 32′ 4″ N, 15° 41′ 34″ O                                       | Privat             | 24                                             | 42           | externe Volksschule                                                                      | Das privat geführte Vertragsheim der Stadt Wien bot Platz für 42 Mädchen und Buben im Alter von 3 bis 10 Jahren. |                                       |
|      | Kinderheim Sitzendorf an der Schmida der Barmherzigen Schwestern des heiligen Vinzenz von Paul                | 3714 Sitzendorf an der Schmida, Klosterplatz 7 48° 35′ 51″ N, 15° 56′ 28″ O                        | Kirche             | Ja                                             |              |                                                                                          | | 1887–2007                             |
|      | Heim für Kinder und Jugendliche Lindenhof                                                                     | 3730 Eggenburg, Grafenbergerstraße 4 48° 38′ 42″ N, 15° 49′ 29″ O                                  | Gemeinde Wien      | 91                                             | 420          | interne Sonderschule, Hauptschule, Polytechnikum, Lehren und Anlehren in Lehrwerkstätten | Das Heim der Gemeinde Wien nahm 120 männliche Jugendliche im Alter von 9 bis 15 Jahren sowie 300 im Alter von 15 bis 19 Jahren auf. Lehrplätze gab es in den heimeigenen Lehrwerkstätten für die Berufe Bäcker, Elektriker, Fleischer, Gärtner, Installateur, Maler, Maurer, Schlosser, Schneider, Schuhmacher, Tischler, Landwirt, Kfz-Mechaniker, Kfz-Lenkerausbildung, weiters konnten auch Anlehren in den Lehrwerkstätten gemacht oder als Hausarbeiter gearbeitet werden. Bis in die 1990er-Jahre galt das Heim als Endstation aller Wiener Bubenheime.                                         | 1951–                                 |
|      | NÖ Landes-Jugendheim Allentsteig                                                                              | 3804 Allentsteig, Ottensteiner Straße 36 48° 41′ 32″ N, 15° 19′ 24″ O                              | Land               | Ja                                             |              | Landessonderschule                                                                       | Es stehen im Landesjugendheim Allentsteig 78 Heimplätze und 8 Plätze im Krisenzentrum zur Verfügung. |                                       |

## Oberösterreich
| Bild | Bezeichnung                                                                             | Adresse/Standort                                                                | Art des Betreibers | Meldungen bezüglich Gewalt und/oder Missbrauch | Kapazität | Ausbildungsmöglichkeiten                 | Sonstige Angaben | Bestehen  |
| ---- | --------------------------------------------------------------------------------------- | ------------------------------------------------------------------------------- | ------------------ | ---------------------------------------------- | --------- | ---------------------------------------- | --- | --------- |
|      | Lehrlingsheim Beethovenstraße                                                           | 4020 Linz, Beethovenstraße 13 48° 17′ 35″ N, 14° 17′ 12″ O                      |                    |                                                |           |                                          | |           |
|      | Lehrlingsheim Don-Bosco, Wohnheim für Schülerinnen                                      | 4020 Linz, Fröbelstraße 30 48° 17′ 26″ N, 14° 19′ 0″ O                          | Kirche             |                                                |           | Haushaltungsschule                       | 1957 wurde das Heim als Wohnheim für Schülerinnen eröffnet und 1958 um eine einjährige Haushaltungsschule mit Internat erweitert. 1964 wurde das Wohnheim geschlossen, um dem Internat und der Schule mehr Raum zu geben. 1968 erweiterte man um eine zweijährige Hauswirtschaftsschule. 1975 übersiedelten die Don Bosco-Schwestern mit Schule und Internat nach Vöcklabruck. | 1957–1975 |
|      | Städtisches Kinderheim                                                                  | 4020 Linz, Johannesgasse 2 48° 18′ 11″ N, 14° 16′ 38″ O                         | Gemeinde           |                                                |           |                                          | |           |
|      | Schülerheim Linz                                                                        | 4020 Linz, Römerstraße 77 48° 18′ 8″ N, 14° 16′ 14″ O                           |                    |                                                |           |                                          | |           |
|      | Caritas Mütter-Säuglings- und Kleinkinderheim Sankt Josef                               | 4020 Linz, Leondinger Str. 18, 48°17'53"N, 14°16'13"O                           | Kirche             | Ja                                             |           |                                          | ehem. Adresse Sonnenpromenade 104 | 1950–1981 |
|      | Evangelisches Lehrlingsheim Linz                                                        | 4020 Linz, Südtirolerstraße 5 48° 17′ 54″ N, 14° 17′ 36″ O                      | Kirche             |                                                |           |                                          | |           |
|      | Landesfürsorgeheim für männliche Jugendliche Linz Wegscheid                             | 4030 Linz, Bäckermühlweg 39 48° 14′ 48″ N, 14° 16′ 39″ O                        | Land               |                                                |           |                                          | Das Heim wurde bereits Anfang der 1970er-Jahre von der Gruppe Spartakus als eines der Heime genannt, in denen Kinder und Jugendliche extreme psychische und körperliche Gewalt erlebten. | 1955–     |
|      | Lehrlingsheim Laskahof                                                                  | 4030 Linz, Dauphinestraße 214 48° 18′ 8″ N, 14° 16′ 14″ O                       |                    |                                                |           |                                          | |           |
|      | Jugendheim der Methodisten Spattstraße (heute Diakoniezentrum Spattstraße)              | 4030 Linz, Willingerstraße 21 48° 16′ 9″ N, 14° 18′ 45″ O                       | Kirche             |                                                |           |                                          | | 1963–     |
|      | Jugendheim Edelweiß, Jugendheim Pichling für männliche Jugendliche                      | 4030 Linz                                                                       |                    |                                                |           |                                          | Männliche Jugendliche von 14 bis 19 Jahren |           |
|      | Schülerheim Leonfeldner Straße                                                          | 4040 Linz, Leonfeldner Straße 118a 48° 19′ 52″ N, 14° 17′ 26″ O                 |                    |                                                |           |                                          | |           |
|      | Säuglingsheim Riesenhof                                                                 | 4040 Linz, Riesenhofstraße 6 48° 19′ 0″ N, 14° 16′ 14″ O                        |                    |                                                |           |                                          | |           |
|      | Caritas-Kinderheim St. Isidor                                                           | 4060 Leonding, St. Isidor 1 48° 15′ 48″ N, 14° 15′ 53″ O                        | Kirche             | Ja                                             |           |                                          | Das im Jahr 1904 als Waisenkolonie gegründete St. Isidor wurde – nach dessen Auflösung in der Nazizeit – 1945 von der Caritas neu eröffnet. Ein durch den österreichweiten Verein Bewohnervertretung publik gewordener Fall sorgte 2009 für ein gerichtliches Verbot von Pflegegitterbetten in Kinderheimen. Die Caritas ist jedoch der Meinung, dass die Bewohnervertretung gar nicht zuständig sei. | 1904–     |
|      | Privatkinderheim der Tertiarschwestern                                                  | 4070 Eferding                                                                   | Privat             |                                                |           |                                          | |           |
|      | Kinderheim der Oblatinnen des hl. Franz von Sales                                       | 4181 Oberneukirchen, Marktplatz 45 48° 27′ 54″ N, 14° 13′ 38″ O                 | Kirche             |                                                |           | Volks- und Hauptschule in Oberneukirchen | Mädchen im Pflichtschulalter | 1964–     |
|      | Privatkinderheim Schwalbennest                                                          | 4182 Waxenberg                                                                  | Privat             |                                                |           |                                          | |           |
|      | Säuglingsheim Mühle der Evangelischen Inneren Mission, Evangelische Diakonissen-Anstalt | 4210 Gallneukirchen, Uferweg 1 48° 21′ 9″ N, 14° 24′ 43″ O                      | Kirche             |                                                | 60        | –                                        | Das Heim mit konfessionellem und weltlichem Personal nahm 60 Säuglinge und Kleinkinder im Alter von 0 bis 2 Jahren auf. Die Anstalt war Vertragsheim der Gemeinde Wien, von den 60 Plätzen wurden ca. 40 für Wiener Kinder beansprucht, 10 vom Land Oberösterreich und 10 wurden privat vergeben. |           |
|      | Kleinkinderheim Weikersdorf                                                             | 4211 Alberndorf, Weikersdorf 7 48° 24′ 34″ N, 14° 23′ 5″ O                      | Kirche             |                                                |           |                                          | Heute besteht das Heim als Sozialpädagogische Wohngruppe Jugendhaus Weikersdorf mit 16 Kindern und Jugendlichen. | 1881–1976 |
|      | Privatkinderheim                                                                        | 4294 St. Leonhard bei Freistadt                                                 | Privat             |                                                |           |                                          | |           |
|      | Internat Freistadt                                                                      | 4294 St. Leonhard bei Freistadt, St. Peter-Straße 2 48° 30′ 41″ N, 14° 30′ 5″ O | Kirche             | Ja                                             |           | interne Volks- und Hauptschule           | Siehe Marianum (Freistadt) | 1908–     |
|      | Fürsorgeerziehungsheim für Mädchen der Schwestern vom Guten Hirten                      | 4342 Baumgartenberg 1 48° 12′ 31″ N, 14° 44′ 34″ O                              | Kirche             | Ja                                             |           |                                          | |           |
|      | Bezirkskinderheim Kleinraming                                                           | 4400 St. Ulrich bei Steyr                                                       | Kirche             |                                                |           |                                          | | 1963–1978 |
|      | Kinderheim St. Anna                                                                     | 4400 Steyr, Annaberg 4 48° 2′ 35″ N, 14° 23′ 56″ O                              |                    |                                                |           |                                          | |           |
|      | Lehrlingsheim Münichholz                                                                | 4400 Steyr, Sierninger Straße 93 48° 2′ 39″ N, 14° 24′ 25″ O                    | Privat             |                                                |           |                                          | | 1955 –    |
|      | Lehrlingsheim Neulust                                                                   | 4400 Steyr, Stelzhamerstraße 12 48° 2′ 7″ N, 14° 24′ 30″ O                      | Privat             |                                                |           |                                          | Das Lehrlingsheim wurde in den Jahren 1955 bis 1969 von der Kammer der gewerblichen Wirtschaft betrieben. | 1955–1969 |
|      | Jugendheim der Caritas für schulpflichtige Kinder, Caritas-Erziehungsheim               | 4407 Gleink bei Steyr, Gleinker Hauptstraße 20 48° 4′ 7″ N, 14° 24′ 51″ O       | Kirche             | Ja                                             | 220       |                                          | Vor der Schließung im Jahr 2009, die vor allem eine finanzielle Entscheidung war, befanden sich im Caritasheim rund 50 Burschen im Alter von 10 bis 18 Jahren; sie wurden in Kooperation mit der Jugendwohlfahrt in andere Einrichtungen verlegt. | –2009     |
|      | Privatkinderheim Dr. Hofer                                                              | 4462 Reichraming, Arzbergstraße 62 (?)                                          | Privat             |                                                |           |                                          | |           |
|      | Privates Säuglings- und Kinderheim                                                      | 4470 Enns                                                                       | Privat             |                                                |           |                                          | |           |
|      | Oberösterreichisches Landeskinderheim                                                   | 4540 Bad Hall                                                                   | Gemeinde Wien      |                                                |           |                                          | Das Heim feierte im Jahr 1955 sein 100-jähriges Bestehen und zugleich jährte sich die Übernahme durch die Stadt Wien zum 50. Mal. | 1855–     |
|      | Kinderheim der Stadt Linz                                                               | 4563 Micheldorf, Obermichldorf 5 47° 51′ 47″ N, 14° 7′ 52″ O                    | Gemeinde           |                                                |           |                                          | |           |
|      | Schülerheim Windischgarsten der Caritas                                                 | 4580 Windischgarsten, Svetlinstraße 8 47° 43′ 26″ N, 14° 19′ 38″ O              | Kirche             | Ja                                             |           |                                          | | 1945–1985 |
|      | Landeskinderheim Schloss Leonstein                                                      | 4592 Leonstein, Leonsteinerstraße 38 47° 54′ 29″ N, 14° 14′ 6″ O                | Land               |                                                |           |                                          | |           |
|      | Kleinkinderheim der evangelischen Inneren Mission                                       | 4690 Oberndorf                                                                  | Kirche             |                                                |           |                                          | |           |
|      | Kinderheim Steegen bei Peuerbach, Institut St. Pius – Steegen                           | 4722 Steegen bei Peuerbach, St. Pius 48° 20′ 30″ N, 13° 45′ 54″ O               | Kirche             |                                                |           |                                          | Von 1940 bis 1945 war in den Gebäuden von Schloss Steegen ein Arbeitsdienstlager für Mädchen untergebracht, nach dem Zweiten Weltkrieg wurde daraus ein Kinderheim. 1960 richtete die Diözese Linz darin das Institut St. Pius für körperbehinderte Kinder ein. Heute leben darin rund 180 überwiegend schwer behinderte Kinder, Jugendliche und Erwachsene zwischen 3 und 50 Jahren. Zitat der Caritas der Diözese Linz: „Die Erwachsenen sind fast alle als kleine Kinder in das Heim gekommen, sie arbeiten und leben dort. Jeder und jede von ihnen ist in der Existenz umfassend abgesichert durch einen Bescheid der oberösterreichischen Landesregierung und erhält zudem ein Taschengeld für persönliche Lebensbedürfnisse.“ | 1945–     |
|      | Diözesankinderheim Traunkirchen                                                         | 4801 Traunkirchen 82                                                            | Kirche             |                                                |           |                                          | |           |
|      | Städtisches Kinderheim Gmunden                                                          | 4810 Gmunden, Bahnhofstraße 8 47° 55′ 17″ N, 13° 47′ 46″ O                      | Gemeinde           |                                                |           |                                          | |           |
|      | Kinderheim Roith der Kreuzschwestern                                                    | 4820 Bad Ischl, Roith 29 47° 43′ 20″ N, 13° 38′ 24″ O                           | Kirche             |                                                |           |                                          | | 1932–1974 |
|      | Kinderheim Sulzbach der Stadt Wien                                                      | 4820 Bad Ischl, Sulzbach 64 47° 40′ 46″ N, 13° 37′ 15″ O                        | Gemeinde Wien      |                                                |           |                                          | |           |
|      | Evangelisches Schülerheim Bad Goisern                                                   | 4822 Bad Goisern, Rudolf-von-Alt Weg 14 47° 38′ 23″ N, 13° 37′ 11″ O            | Kirche             |                                                |           | extern                                   | Im Schülerheim Bad Goisern werden Kinder im Alter von 6 bis 15 Jahren aufgenommen. | 1947–     |
|      | Schulbrüder Bad Goisern                                                                 | 4822 Bad Goisern, Rudolf-von-Alt-Weg 5 47° 38′ 29″ N, 13° 37′ 3″ O              | Kirche             | Ja                                             |           | interne Volksschule, interne Hauptschule | Die Schulbrüder betrieben Heim und Volksschule seit 1902, ab 1927 auch mit Hauptschule. Während der Zeit des Nationalsozialismus waren die Schulbrüder vertrieben und führten ihren Weg ab 1946 fort. Ab 1984 wurden auch Mädchen aufgenommen und ab 1985 bis zur Schließung 2012 bestand nur mehr eine Tagesheimschule. | 1902–2012 |
|      | Kinderheim der Schwestern vom hl. Kreuz                                                 | 4824 Gosau 390 47° 34′ 49″ N, 13° 31′ 29″ O                                     | Kirche             |                                                |           |                                          | Heute wird das Heim als Schüler- und Erholungsheim für 55 Personen geführt. |           |
|      | Bezirkskinderheim Steinbach am Attersee, Kindervilla Steinbach am Attersee              | 4853 Steinbach am Attersee, Seefeld 12 47° 50′ 30″ N, 13° 32′ 49″ O             | Gemeindeverband    |                                                |           |                                          | Die Kindervilla wird vom Sozialhilfeverband Vöcklabruck betrieben und bietet 3- bis 15-jährigen Kindern familienähnliche, sozialpädagogisch betreute Gruppenstrukturen mit psychologischer Begleitung, schulische Förderung und Berufsorientierung. |           |
|      | Landeskinderheim Schloss Neuhaus                                                        | 4943 Geinberg, Neuhaus 1 48° 15′ 18″ N, 13° 18′ 48″ O                           | Land               |                                                |           |                                          | |           |
|      | Schülerheim Braunau                                                                     | 5280 Braunau, Ringstraße 13 48° 15′ 32″ N, 13° 2′ 22″ O                         |                    |                                                |           |                                          | |           |
|      | Lebensraum Heidlmair                                                                    | Kirchberg 11, A-4550 Kremsmünster                                               | Land               |                                                |           |                                          | Es gibt 18 sozialtherapeutische Wohngruppen in Osterreich, in denen Kinder und Jugendliche im Alter von 3–18 Jahren untergebracht sind. Unter anderem werden stationäre Unterbringungen, mobile Betreuung sowie Familienzentriertes Arbeiten angeboten. Mehr unter heidlmair.at |           |

## Salzburg
| Bild | Bezeichnung                                                                        | Adresse/Standort                                                                       | Art des Betreibers | Meldungen bezüglich Gewalt und/oder Missbrauch | Kapazität | Ausbildungsmöglichkeiten                  | Sonstige Angaben | Bestehen |
| ---- | ---------------------------------------------------------------------------------- | -------------------------------------------------------------------------------------- | ------------------ | ---------------------------------------------- | --------- | ----------------------------------------- | --- | -------- |
|      | Borromäum                                                                          | 5010 Salzburg, Gaisbergstraße 7–9 47° 48′ 2″ N, 13° 3′ 52″ O                           | Kirche             |                                                |           |                                           | Internat, siehe auch Borromaeum |          |
|      | Städtisches Kinderheim Itzling                                                     | 5010 Salzburg, Kirchenstraße 33 47° 49′ 31″ N, 13° 2′ 52″ O                            | Gemeinde           | Ja                                             |           |                                           | | 1950 –   |
|      | Landeskinderheim Taxham                                                            | 5010 Salzburg, Kleßheimer Allee 81 47° 48′ 37″ N, 13° 0′ 29″ O                         | Land               | Ja                                             | 48        |                                           | Im Zuge der Gründung des Heims am 10. Juni 1955 übersiedelte die Heilpädagogische Beobachtungsstation vom Landeskrankenhaus in die Räumlichkeiten des Heimes. 1973 wurde das Heim zu einem Durchzugsheim für 2- bis 6-jährige Kinder, zusätzlich wurde 1979 im Haus eine Kindergartengruppe eingerichtet. 1988 erfolgte eine Umstrukturierung, wodurch das Heim mit dem Landes-Mutter- und Kind-Heim zusammengelegt und seither in Familiengruppen geführt wird. Zugleich wurden die therapeutischen Möglichkeiten der Heilpädagogischen Station durch mehr Fachpersonal verbessert. Ab 1990 Umbenennung in Sozial-Pädagogisches Zentrum des Landes Salzburg. | 1955–    |
|      | Landessäuglingsheim, Landes-Mutter- und Kind-Heim                                  | 5010 Salzburg, Kleßheimer Allee 83 47° 48′ 38″ N, 13° 0′ 27″ O                         | Land               |                                                |           |                                           | 1969 wurden das Landessäuglingsheim und das Landes-Mutter- und Kind-Heim eröffnet und 1988 mit dem Landeskinderheim Taxham (siehe dort) vereint. Heute besteht eine Krisenstelle für Säuglinge und Kleinkinder bis zum Schuleintritt, eine Wohngemeinschaft für schwangere Frauen und Mütter mit Kleinstkindern, die in Notlagen für ein halbes Jahr (in Ausnahmefällen auch länger) mit aufgenommen werden. Ab 1990 Umbenennung in Sozial-Pädagogisches Zentrum des Landes Salzburg. | 1969–    |
|      | Haus Commonwealth der Gesellschaft Rettet das Kind                                 | 5010 Salzburg, Nonnberggasse 20 47° 47′ 44″ N, 13° 3′ 2″ O                             | Privat             |                                                |           |                                           | Seit 1985 unter dem Namen Kleeblatt, ab 1991 in 5081 Anif, Mitterbachweg 8 als Mädchenwohnhaus Kleeblatt für 8 13- bis 18-jährige Mädchen. |          |
|      | Pro Juventute Tartaruga                                                            | 5010 Salzburg, Bergheimer Straße 48 47° 49′ 3″ N, 13° 2′ 17″ O                         | Privat             |                                                |           |                                           | Das 1968 eröffnete Heim der Pro Juventute für Kinder und Jugendliche wird seit 1995 als Jugendwohngemeinschaft für 13- bis 18-jährige Jugendliche geführt. | 1968–    |
|      | Städtisches Knabenheim Parsch                                                      | 5010 Salzburg, Stöcklstraße 2 47° 48′ 1″ N, 13° 4′ 2″ O                                | Gemeinde           | Ja                                             |           |                                           | |          |
|      | Mädchenheim St. Josef der Kongregation Unserer Frau von der Liebe des Guten Hirten | 5020 Salzburg, Hellbrunnerstraße 14 47° 47′ 41″ N, 13° 3′ 29″ O                        | Kirche             | Ja                                             | 118       | interne Haushaltungsschule, interne Lehre | Das Heim für 118 Mädchen von 14 bis 19 Jahren hatte sowohl weltliches als auch geistliches Personal. Die Mädchen konnten die interne, zweijährige Haushaltungsschule absolvieren, interne Lehren als Damenkleidermacher oder Wäscheschneider machen oder als Wäscherin und Büglerin arbeiten. Das Heim war Vertragsheim der Gemeinde Wien, welche 25 Plätze beanspruchte. Heute ist es ein Studentenheim. |          |
|      | SOS-Kinderdorf Schwanenthalerstraße                                                | 5026 Salzburg-Aigen, Schwanenthalerstraße 43a 47° 47′ 4″ N, 13° 4′ 46″ O               | Privat             | Ja                                             |           |                                           | Seit 2001 wird die Anlage als „SOS-Kinderdorf Clearing-house Salzburg“ zur Betreuung unbegleiteter, minderjähriger Flüchtlinge genutzt. |          |
|      | Kindererholungsheim Schloss Oberrain                                               | 5091 Unken 8 47° 38′ 39″ N, 12° 43′ 41″ O                                              | Land/privat        | Ja                                             |           |                                           | Das im Schloss Oberrain untergebrachte Heim wurde 1956 vom Land Salzburg gegründet. Ab 1960 betreute die Arbeitsgemeinschaft für Rehabilitation darin Jugendliche mit Beeinträchtigungen. Heute befindet sich darin das Ausbildungszentrum von „oberrainanderskompetent“, welches Jugendlichen mit Förderbedarf nach Ende der Schulpflicht eine wirtschaftsintegrative Ausbildung, lebenspraktische Bildung, Ergotherapie, psychologische Betreuung, Sprachförderung, Musikunterricht und pädagogisches Reiten bietet. |          |
|      | Jugendhaus Salzburg, Sozialpädagogisches Jugendwohnen Salzburg                     | 5101 Bergheim, Gaglhamerweg 30 47° 49′ 53″ N, 13° 2′ 54″ O                             | Privat             | Ja                                             |           |                                           | Das von SOS-Kinderdorf geführte Jugendheim nimmt 8 Jugendliche auf, die zum Zeitpunkt der Aufnahme 13 bis 17 Jahre alt sind. |          |
|      | Kinderheim Seefried                                                                | 5163 Mattsee                                                                           |                    | Ja                                             |           |                                           | |          |
|      | SOS-Kinderdorf Seekirchen                                                          | 5201 Seekirchen am Wallersee, Hermann-Gmeiner-Straße 29 47° 54′ 5″ N, 13° 7′ 27″ O     | Privat             | Ja                                             |           | extern                                    | Das SOS-Kinderdorf Seekirchen wurde 1964 mit 17 Familienhäusern eröffnet. Derzeit gibt es 11 Kinderdorffamilien mit jeweils bis zu 7 Kindern und Jugendlichen (September 2014: 53). | 1964–    |
|      | Kinderheim Gut Aich                                                                | 5340 St. Gilgen, Winkl 2 47° 46′ 36″ N, 13° 23′ 4″ O                                   |                    |                                                |           |                                           | |          |
|      | Pro Juventute Hochgerichtweg                                                       | 5400 Hallein, Hochgerichtweg 1 47° 41′ 21″ N, 13° 5′ 1″ O                              | Privat             |                                                |           |                                           | Die Einrichtung wurde 1978 ins Leben gerufen und seit 1993 als Wohngemeinschaft für bis zu acht Kinder von 6 bis 12 Jahren geführt. |          |
|      | Pro Juventute Rehhof                                                               | 5400 Hallein, Altengutrathstraße 24 47° 42′ 41″ N, 13° 4′ 28″ O                        | Privat             |                                                |           |                                           | Pro Juventute betreute hier seit 1974 Kinder und Jugendliche. Seit 1990 wird das Haus als sozialpädagogische Wohngemeinschaft für 8 Jugendliche ab dem 13. Lebensjahr geführt. | 1974–    |
|      | Gemeindekinderheim Bad Gastein                                                     | 5640 Bad Gastein                                                                       | Gemeinde           |                                                |           |                                           | |          |
|      | Caritaskinderdorf St. Anton                                                        | 5671 Bruck an der Großglocknerstraße, Kinderdorfstraße 17 47° 17′ 12″ N, 12° 50′ 44″ O | Kirche             | Ja                                             |           |                                           | Heute gibt es im Dorf St. Anton 55 Wohnplätze und 4 externe Tagesstrukturplätze für Kinder mit körperlichen, psychischen und/oder geistigen Defiziten. | 1923 –   |

## Steiermark
| Bild | Bezeichnung                                                        | Adresse/Standort                                                               | Art des Betreibers | Meldungen bezüglich Gewalt und/oder Missbrauch | Kapazität | Ausbildungsmöglichkeiten                                 | Sonstige Angaben | Bestehen             |  |
| ---- | ------------------------------------------------------------------ | ------------------------------------------------------------------------------ | ------------------ | ---------------------------------------------- | --------- | -------------------------------------------------------- | --- | -------------------- |  |
|      | Erziehungsheim für Mädchen der Schwestern vom Guten Hirten         | 8010 Graz, Kalvariengürtel 60 47° 5′ 4″ N, 15° 24′ 58″ O                       | Kirche             | Ja                                             | 180       | intern und extern                                        | Das Heim mit konfessionellem Personal bot Platz für 180 Mädchen im Alter von 14 bis 19 Jahren. Die Mädchen konnten eine dreijährige gewerbliche Fachschule, eine einjährige Haushaltungsschule, einen polytechnischen Lehrgang sowie eine interne Berufsschule besuchen. An Lehrberufen standen Koch, Friseur, Damenschneider und Weißnäherin zur Auswahl. Das Heim war Vertragsheim der Stadt Wien. |                      |  |
|      | Städtisches Mädchenheim Villa Hartenau                             | 8010 Graz, Leechgasse 52 47° 4′ 38″ N, 15° 27′ 24″ O                           | Gemeinde           |                                                | 82        |                                                          | Nachdem die Stadt Graz die Villa im Jahr 1948 erwarb, eröffnete sie im selben Jahr das Heim für 60 Mädchen. Die höchste Auslastung erlebte das Heim 1954, als sich 82 Mädchen darin befanden. In den 1980er-Jahren wurden koedukativ geführte Wohngruppen eingerichtet und 2005 wurde das Heim geschlossen. | 1948–2005            |  |
|      | Katholisches Lehrmädchen- und Schülerinnenheim Marianum            | 8010 Graz, Leonhardstraße 116 47° 4′ 36″ N, 15° 27′ 45″ O                      | Kirche             |                                                | 70        | extern                                                   | Im Marianum der Caritas der Diözese Seckau wurden 70 weibliche Jugendliche im Alter von 14 bis 19 Jahren aufgenommen. Sie besuchten externe Schulen oder hatten externe Lehrstellen. Der Ausgang war vom Lern- und Schulerfolg abhängig. |                      |  |
|      | Odilien-Blindeninstitut                                            | 8010 Graz, Leonhardstraße 130 47° 4′ 40″ N, 15° 27′ 52″ O                      | Kirche             |                                                | 95–100    | interne Volks- und Hauptschule, interne Berufsausbildung | Das private Blindenheim war Vertragsheim der Stadt Wien, das Personal war teils geistlich, teils weltlich. Es wurden 95 bis 100 männliche und weibliche Kinder und Jugendliche ab 6 Jahren aufgenommen. Die Ausbildung war nach Geschlechtern getrennt: für Mädchen Handweben und Feinflechten, für Burschen Korbflechten und Bürstenbinden. Daneben gab es die Möglichkeit, einen Speziallehrgang für Arbeiten in der Industrie zu absolvieren, der in Österreich nur in diesem Institut zugelassen war. Dabei lernten die Jugendlichen ohne Lehrvertrag ein Jahr Holzarbeiten, im zweiten Jahr Metallarbeiten und im dritten Jahr Massenfertigung.                                                                              |                      |  |
|      | Juvenat der Barmherzigen Brüder                                    | 8020 Graz, Weingartenweg 3 47° 4′ 46″ N, 15° 23′ 35″ O                         | Kirche             |                                                | 80        | externe Schulen                                          | Das Juvenat beherbergte 80 männliche Jugendliche im Alter von 10 bis 19 Jahren, die öffentliche Schulen besuchten. |                      |  |
|      | Landesjugendheim für Knaben Rosenhof                               | 8040 Graz, Körblergasse 106 47° 5′ 23″ N, 15° 26′ 29″ O                        | Land               | 2                                              |           |                                                          | |                      |  |
|      | Städtisches Kleinkinder- und Kindererholungsheim Schloss Lustbühel | 8040 Graz, Lustbühelstraße 28 47° 4′ 13″ N, 15° 29′ 46″ O                      | Gemeinde           |                                                |           |                                                          | Ab 1947 verfügte das Grazer Jugendamt über Schloss Lustbühel und richtete darin ein Kleinkinder- und Kindererholungsheim für 45 drei- bis sechsjährige Kinder ein. | 1947–                |  |
|      | Pestalozziheim für Buben                                           | 8040 Graz, Stiftingtalstraße 4–6 47° 4′ 48″ N, 15° 28′ 4″ O                    | Privat (?)         | 1                                              | 110       |                                                          | |                      |  |
|      | Städtisches Knabenheim Am Graben                                   | 8010 Graz, Grabenstraße 90c 47° 5′ 18″ N, 15° 26′ 8″ O                         | Gemeinde           | 1                                              | 60        |                                                          | In dem Heim wurden schulpflichtige Knaben untergebracht. | 1948–                |  |
|      | Privaterziehungsheim für Mädchen Petrifelderhaus                   | 8042 Graz-St. Peter                                                            | Privat             |                                                |           |                                                          | |                      |  |
|      | Städtisches Säuglingsheim Mariagrün                                | 8043 Graz, Schönbrunngasse 30 47° 5′ 24″ N, 15° 27′ 19″ O                      | Gemeinde           |                                                | 110       | –                                                        | In dem Heim wurden 100 Säuglinge und Kleinkinder im Alter von 0 bis 3 Jahren aufgenommen, außerdem gab es eine Mütterstation mit 8 bis 10 Betten für stillende Mütter, die meist bedürftig und obdachlos waren. Die Betreuung erfolgte durch Diplomsäuglingsschwestern und Schülerinnen der angeschlossenen Kinderpflegerinnen-Schule. |                      |  |
|      | Landesjugendheim für Mädchen Blümelhof                             | 8044 Graz, Blümelhofweg 9–12 47° 6′ 25″ N, 15° 29′ 6″ O                        | Land               | 2                                              | 150       | intern und extern                                        | Im Blümelhof wurden 150 Mädchen von 8 bis 19 Jahren aufgenommen. Volksschule, polytechnischer Lehrgang, Hauswirtschaftslehrgang und ein Externistenkurs für die Hauptschulprüfung wurden intern geführt, Hauptschülerinnen konnten öffentliche Schulen besuchen. Im Haus gab es weiters Ausbildungen als Köchin, Damenschneiderin, Wäscheschneiderin, Strickerin und in der Gärtnerei, es konnten aber auch Lehren außer Haus absolviert werden. Seit 2004 befinden sich im Blümelhof fünf Wohngemeinschaften mit unterschiedlichen Konzepten für insgesamt 40 Jugendliche ab 11 Jahren. | 1958 –               |  |
|      | Anton Afritsch Kinderdorf                                          | 8052 Thal, Anton-Afritsch-Weg 16, Steinbergschlössl 47° 4′ 7″ N, 15° 19′ 31″ O | Privat             |                                                | 70        | extern                                                   | Das nach Anton Afritsch benannte Kinderdorf der Kinderfreunde war ein Vertragsheim der Gemeinde Wien. Es bot Platz für 70 Kinder und Jugendliche von 3 bis 19 Jahren, 25 Plätze wurden von der Gemeinde Wien beansprucht. Während der Sommerferien wurden die Kinder auswärts untergebracht, weil sich dann ein Internationales Kinderdorf darin befand. Heute wird es von der Gesellschaft für Steirische Kinderdörfer betrieben. Es stehen 38 Plätze in vier Kinder- und Jugendwohngruppen und 4 Plätze für Jugendliche in einer betreuten Wohngruppe, die zur Vorbereitung auf ein eigenständiges Leben dient, zur Verfügung. Verschiedene Therapieformen wie heilpädagogisches Reiten oder Kunsttherapie werden durchgeführt. | 1958–                |  |
|      | Pro Juventute Eggersdorf                                           | 8063 Eggersdorf, Hauptstraße 19 47° 7′ 29″ N, 15° 36′ 23″ O                    | Privat             | 1                                              |           | extern                                                   | Es werden 10 Kinder und Jugendliche ab dem 10. Lebensjahr aufgenommen. | 1967–                |  |
|      | Kinderheim der Kongregation der Töchter der göttlichen Liebe       | 8130 Frohnleiten                                                               | Kirche             |                                                |           |                                                          | | 1929 –               |  |
|      | St. Josefskloster                                                  | 8223 Stubenberg                                                                | Kirche             |                                                |           |                                                          | |                      |  |
|      | Landesjugendheim Hartberg                                          | 8230 Hartberg, Josef-Hallamayr-Straße 19 47° 16′ 14″ N, 15° 58′ 3″ O           | Land               | 19                                             | 120       | intern und extern                                        | Das Heim bot zunächst für 100, ab 1968 für 120 Burschen von 8 bis 18 Jahren Platz. Interne Volks- und Sonderschule, polytechnischer Lehrgang; andere Schultypen konnten extern besucht werden. Interne Lehren für die Berufe Gärtner, Landwirt, Maler, Schlosser, Schneider, Schuhmacher und Tischler. 2002 standen im Jugendheim Hartberg 58 Plätze für Burschen von 14 bis 21 Jahren zur Verfügung. | vor 1930 –           |  |
|      | Evangelisches Kinderheim                                           | 8280 Fürstenfeld                                                               | Kirche             |                                                |           |                                                          | |                      |  |
|      | Jugend- und Ferienheim Schloss Limberg                             | 8541 Limberg 1 46° 44′ 36″ N, 15° 12′ 37″ O                                    |                    | 1                                              |           |                                                          | Das Jugendheim Schloss Limberg wurde nach dem Zweiten Weltkrieg im Jahr 1948 wiedereröffnet. | 1948–                |  |
|      | Kindervilla Lützow                                                 | 8684 Spital am Semmering, Kaltenbachstr. 13 47° 36′ 33″ N, 15° 45′ 34″ O       | Privat             | 1                                              |           | extern                                                   | Ab 1957 fanden ungarische Flüchtlingskinder einen Platz in der Villa Lützow, die von Rettet das Kind für diesen Zweck angekauft wurde. Seit 1959 war sie ein Heim für 26 Kinder, die aus diversen Gründen nicht zuhause wohnen können. Im Jahr 2007 übersiedelte das Heim aus der fast 100 Jahre alten Villa in einen Neubau und bietet nun unter dem Namen „kids@home“ 16 Kindern und Jugendlichen im Alter von 5 bis 15 Jahren Platz. | 1957–                |  |
|      | Kinderasyl Josefinum Leoben                                        | 8700 Leoben, Erzherzog-Johann-Straße 4 47° 22′ 52″ N, 15° 5′ 28″ O             | Kirche             |                                                |           |                                                          | Heute befindet sich in dem Gebäude ein Studentenheim. Eine Kinder- und Jugendwohngruppe, die 13 Kinder im Alter von 5 bis 15 Jahren aufnimmt, befindet sich in der Gösser Straße 9. | 1880–                |  |
|      | Kinderheim des Stadtamts Leoben, Donawitz                          | 8700 Leoben, Kerpelystraße 21 47° 22′ 28″ N, 15° 4′ 53″ O                      | Gemeinde           | 1                                              |           |                                                          | |                      |  |
|      | Pro Juventute-Kinderdorf Rottenmann                                | 8786 Rottenmann, Burgtorsiedlung 288 47° 31′ 8″ N, 14° 21′ 41″ O               | Privat             | 1                                              |           |                                                          | | 1952 (oder 1953) –   |  |
|      | Rettungshaus Gai-Trofaiach                                         | 8793 Trofaiach                                                                 | Privat             |                                                |           |                                                          | |                      |  |
|      | Kinderheim Stolzalpe                                               | 8852 Stolzalpe, Stolzalpe 38 47° 7′ 15″ N, 14° 11′ 37″ O                       | Land               |                                                | 125       |                                                          | Das Kinderheim Stolzalpe wurde vom Land Steiermark ab 1916 mittels Einsatz von russischen Kriegsgefangenen erbaut und 1920 eröffnet. Es hatte damals weniger als 50 Betten. 1942 brannte das Kinderheim völlig nieder und wurde 1953 mit 125 Plätzen wiedereröffnet. | 1920–? (geschlossen) |  |

## Tirol
| Bild | Bezeichnung                                                        | Adresse/Standort                                                      | Art des Betreibers | Meldungen bezüglich Gewalt und/oder Missbrauch | Kapazität                         | Ausbildungsmöglichkeiten                                                | Sonstige Angaben | Bestehen                               |
| ---- | ------------------------------------------------------------------ | --------------------------------------------------------------------- | ------------------ | ---------------------------------------------- | --------------------------------- | ----------------------------------------------------------------------- | --- | -------------------------------------- |
|      | Städtisches Kinderheim Mariahilf, Kinderzentrum Mariahilf          | 6020 Innsbruck, Höttingerau 8 47° 16′ 4″ N, 11° 23′ 10″ O             | Gemeinde           | 3                                              |                                   |                                                                         | 1889 vom Innsbrucker Frauenverein als „Elisabeth-Krippe“ für Säuglinge eröffnet, erwarb die Stadt Innsbruck im Jahr 1923 das Gebäude und nutzte es als Kleinkinderheim für Buben und Mädchen. Von 1938 bis 1945 wurde es von der Nationalsozialistischen Volkswohlfahrt zunächst als Säuglingsheim, später als Nähstube genutzt. Ab 1945 wieder im Besitz der Stadtgemeinde Innsbruck, wurde es erneut zu einem Kinderheim. Seit 2003 ist das Heim als „Kinderzentrum Mariahilf“ für 3- bis 12-jährige Buben und Mädchen in die Innsbrucker Sozialen Dienste eingegliedert. | 1889–                                  |
|      | Kinderheim Pechegarten                                             | 6020 Innsbruck, Leopoldstraße 43 47° 15′ 28″ N, 11° 23′ 54″ O         | Gemeinde           | 1                                              | 90                                |                                                                         | Zunächst 1889 vom Innsbrucker Frauenverein als „Rosalien-Krippe“ gegründet, änderte sich die Nutzung mit der Übernahme durch die Stadt Innsbruck im Jahr 1923 zu einem Jugendhort für Knaben und Mädchen. Das Gebäude wurde während des Zweiten Weltkriegs zerstört und 1953 als städtisches Kinder- und Jugendheim mit 3 Gruppen zu je 30 Kindern neu eröffnet. Ab 1983 erfolgte eine Umstrukturierung zu Wohngruppen, 2003 die Eingliederung in die Innsbrucker Sozialen Dienste. Heute gibt es verschiedene Angebote wie Kinderkrippe, Hort und eine Kinderkrisenwohnung. | 1889–                                  |
|      | Landessäuglings- und Kinderheim Arzl, Schwyzerhüsli                | 6020 Innsbruck-Arzl, Schönblickweg 12 47° 17′ 17″ N, 11° 25′ 30″ O    | Land               | 2                                              |                                   |                                                                         | 1947 durch eine Schweizer Stiftung ermöglicht, bot das Schwyzerhüsli unter der Trägerschaft des Landes Tirol 50 Säuglingen und Kindern bis zum 6. Lebensjahr Platz. Ab 1977 konnten auch die älter werdenden Kinder im Heim verbleiben oder aufgenommen werden. 1987 wurde das Heim vom Verein Jugendland übernommen. Heute werden bis zu 48 Kinder und Jugendliche aufgenommen. |                                        |
|      | Kinderbeobachtungsstation Dr. Nowak-Vogl                           | 6020 Innsbruck, Sonnenstraße 44 47° 16′ 0″ N, 11° 22′ 24″ O           | Privat             | 57                                             |                                   |                                                                         | | 1954–1987                              |
|      | St. Josefs-Institut, Behindertenheim St. Josef                     | 6068 Mils, Vinzenzweg 2 47° 17′ 25″ N, 11° 31′ 47″ O                  | Kirche             | 2                                              |                                   |                                                                         | |                                        |
|      | Landessäuglings- und Kinderheim Axams                              | 6094 Axams, Innsbrucker Straße 34 47° 13′ 47″ N, 11° 17′ 3″ O         | Land               | 1                                              |                                   |                                                                         | Während der ersten 50 Jahre wurden in dem 1927 eröffneten und vom Land Tirol getragenen Heim insgesamt 4000 Säuglinge und Kleinkinder (0–3 Jahre) aufgenommen. 1977 wurde das Heim im Zuge eines Zubaus umstrukturiert und in ein Säuglings- und Kinderheim verwandelt, später wurde es ein Landessäuglings-, -kinder- und -jugendheim. | 1927–                                  |
|      | Mädchenerziehungsheim Scharnitz der St. Marien-Benediktinerinnen   | 6108 Scharnitz, Innsbruckerstraße 125 47° 23′ 19″ N, 11° 15′ 48″ O    | Kirche             | 17                                             |                                   |                                                                         | Das konfessionelle Erziehungsheim für Mädchen wurde 1897 eröffnet, 1972 erfolgte die Umwandlung in ein Internat mit Internatsschule. Das Internat wurde 2010, die Schule 2011 geschlossen. | 1897–1972 (Heim), 1972–2010 (Internat) |
|      | Landeserziehungsheim Kleinvolderberg                               | 6111 Kleinvolderberg, Volderwaldstraße 7 47° 16′ 42″ N, 11° 32′ 58″ O | Land               | 60                                             | 120                               | bis 1939: Volksschule, Gymnasium; ab 1945 Arbeit in Werkstätten         | Das seit 1890 im Ansitz Hauzenheim betriebene Heim wurde 1945 wiedereröffnet und als Landeserziehungsheim für bis zu 120 männliche Jugendliche im Alter von 15 bis 19, fallweise bis 20 Jahre betrieben. Die Zöglinge wurden in der Landwirtschaft und in heimeigenen Werkstätten (Bäckerei, Schlosserei, Schneiderei, Schuhmacherei und Tischlerei) eingesetzt, jedoch konnten nur einige wenige eine Lehre absolvieren. Ende der 1960er-Jahre wurden die Plätze zunächst auf 100 reduziert, einer Umstrukturierung im Jahr 1971 folgte die Reduktion auf 43 Jugendliche. Ab 1975 besann man sich verstärkt auf die berufliche Eingliederung, wodurch etwa die Hälfte der Jugendlichen auf Außenarbeitsplätzen untergebracht werden konnte. | 1890–1990                              |
|      | Landeserziehungsheim für schulentlassene Mädchen Schwaz-St. Martin | 6130 Schwaz, Christoph-Anton-Mayr-Weg 7 47° 21′ 2″ N, 11° 43′ 4″ O    | Land               | 46                                             | 110 (bis 1991), 28 (ab 1992)      | interne Haushaltungsschule (einjährig)                                  | Das bereits seit 1825 im Besitz des Landes Tirol befindliche Klostergebäude war ab 1931 Landeserziehungsheim für 14- bis 20-jährige Mädchen und Frauen. Während der Zeit des Nationalsozialismus und unmittelbar nach dem Krieg gab es nur eingeschränkten Heimbetrieb. Danach wurde die Anstalt wieder ihrem ursprünglichen Zweck zugeführt und beherbergte bis zu 110 schulentlassene Mädchen (1968: 80). Diese bekamen so gut wie nie eine Berufsausbildung, sie mussten unversichert und ohne Bezahlung für andere arbeiten (siehe auch Zwangsarbeit in österreichischen Heimen). Laut Gemeinde Wien (1968) durften sie erst dann eine Lehrstelle antreten, wenn sie sich (bei der Arbeit im Heim) bewährt hatten. Das Heim wurde 1991 geschlossen. Seit 1992 befindet sich darin das Sozialpädagogische Zentrum St. Martin mit zwei Kinder- und zwei Jugendwohngemeinschaften für insgesamt 28 Kinder sowie betreutem Einzelwohnen. | 1931–1991                              |
|      | Kinderheim Martinsbühel                                            | 6170 Zirl, Martinsbühel 2 47° 16′ 3″ N, 11° 16′ 4″ O                  | Kirche             | Ja                                             | ca. 100                           | Sonderschule (ab 1947)                                                  | Ab 1895 wurde das Heim von den Benediktinern als Lehrlingsheim für männliche, als verwahrlost geltende Burschen, die hier eine Gärtner-, Schlosser-, Schneider- oder Schusterlehre absolvieren konnten, geführt. 1938 erfolgte die Enteignung durch die Nationalsozialisten, die zunächst eine Schule für schwererziehbare Kinder, dann ein Heim für Südtiroler Auswanderer sowie ein Kriegsgefangenenlager betrieben. Wieder in der Hand der Benediktinerinnen eröffneten diese 1947 ein Mädchenheim mit heiminterner Sonderschule, das 2008 geschlossen wurde. | 1895–2008                              |
|      | Landeserziehungsheim für Mädchen Kramsach-Mariatal                 | 6233 Kramsach, Mariatal 15 47° 27′ 17″ N, 11° 51′ 56″ O               | Land               | 13                                             | 50–70                             | interne Sonderschule                                                    | In das ab 1867 von den Barmherzigen Schwestern geführte Heim für als behindert geltende Mädchen wurden in der Zeit des Nationalsozialismus auch Kinder, Jugendliche und einige Erwachsene mit der Diagnose „Intellektuelle Defizite“ aus anderen Institutionen überstellt. 61 von ihnen wurden am 23. Mai 1941 trotz Protesten der Schwestern nach Hartheim transportiert und dort ermordet. Nach dem Krieg, in dem es beschlagnahmt und als Gauerziehungsheim für Mädchen verwendet wurde, wurde das Kloster als Landeserziehungsheim mit Sondererziehungsschule für 50 bis 70 schulpflichtige Mädchen bis 15 Jahren geführt und 1950 vom Land Tirol erworben. Mit Ende des Schuljahres 1970/71 wurde das Heim aufgrund sinkender Belegzahlen geschlossen und am 8. November 1971 als „Sonderschulinternat Mariathal“ neu eröffnet. | 1867–1971                              |
|      | Bubenburg, Knabenheim St. Josef des Seraphischen Liebeswerks       | 6263 Fügen, Dorfplatz 7 47° 20′ 47″ N, 11° 50′ 56″ O                  | Kirche             | 13                                             | 150 (1926), 110 (1946), 50 (1990) | früher: einklassige Volksschule, heute: private Volks- und Mittelschule | Das seit 1926 im Schloss Fügen untergebrachte konfessionelle Knabenheim des Seraphischen Liebeswerks wurde nach der Beschlagnahmung durch die Nationalsozialisten im Jahr 1946 wiederum vom Seraphischen Liebeswerk übernommen und weiter als „Bubenburg“ mit zunächst 110, bis 1990 sinkend auf 50 Buben geführt. In dieser Zeit kam es zu Unterdrückung, Gewalt und Erniedrigungen der Kinder und Jugendlichen durch die Erzieher. Der Leiter Magnus Kerner vertuschte diese Vorfälle, zudem berichteten ehemalige Heiminsassen von sexuellen Übergriffen durch ihn selbst. Heute wird das Schloss als „Sozialpädagogisches Wohnheim und Schule für Buben, die besondere Aufmerksamkeit brauchen“ mit kleineren Wohngruppen für 7- bis 16-jährige Buben geführt. | 1926–                                  |
|      | Jugendheimstätte der Stadt Innsbruck, Westendorf-Holzham           | 6363 Westendorf, Holzham 114 47° 25′ 19″ N, 12° 12′ 0″ O              | Gemeinde           | 5                                              |                                   |                                                                         | Das Heim wurde 1940 als Jugenderholungsheim für Tiroler Umsiedler erbaut und nahm während des Krieges auch Bombenflüchtlingskinder auf. Amerikanische Soldaten schlossen es 1945 und schickten die Kinder nach Hause. In den Jahren nach dem Krieg fungierte es wiederum als Jugenderholungsheim, ehe es 1954 zu einem Erziehungsheim umfunktioniert wurde. 1974 wurde es geschlossen und dient seither als Ferienpension für Innsbrucker SeniorInnen. | 1940–1974                              |
|      | Don Bosco Kinderheim                                               | 6422 Stams, Wirtsgasse 3 47° 16′ 39″ N, 10° 58′ 56″ O                 | Kirche             |                                                |                                   |                                                                         | |                                        |

## Vorarlberg
| Bild | Bezeichnung                                    | Adresse/Standort                                              | Art des Betreibers | Meldungen bezüglich Gewalt und/oder Missbrauch | Kapazität                    | Ausbildungsmöglichkeiten                                             | Sonstige Angaben | Bestehen  |
| ---- | ---------------------------------------------- | ------------------------------------------------------------- | ------------------ | ---------------------------------------------- | ---------------------------- | -------------------------------------------------------------------- | --- | --------- |
|      | Landeserziehungsanstalt Jagdberg               | 6824 Schlins, Jagdbergstraße 44–45 47° 12′ 9″ N, 9° 41′ 58″ O | Land               | 83                                             | 100–130, ab 1986 nur mehr 40 | interne Volks- und Sondererziehungsschule, Hauptschule 2. Klassenzug | Am Jagdberg waren 100 Buben von 6 bis 15 Jahren untergebracht und wurden in den heimeigenen Schulen unterrichtet. Nach einem Brand im Jahr 1986 Umstrukturierung zu familienähnlichen Wohngruppen mit jährlich 40 Buben, ehe 1999 die Schließung folgte. Bis November 2011 wurden bei der Opferschutzstelle des Landes Vorarlberg 83 Fälle von Gewalt und/oder Missbrauch in Jagdberg gemeldet. | 1886–1999 |
|      | Stiftung Jupident                              | 6824 Schlins, Jupident 2–22 47° 12′ 8″ N, 9° 42′ 13″ O        | Kirche             | 6                                              |                              |                                                                      | Die Stiftung wurde durch einen Grundabtausch zwischen dem Land Vorarlberg und der Wohltätigkeitsanstalt Valduna ermöglicht. In dem Dorfteil von Schlins wurden als lernschwach und leistungsbehindert eingestufte Kinder von Schwestern vom Hl. Kreuz betreut und in der ersten Allgemeinen Landessonderschule unterrichtet. Ab 1988 endete die konfessionelle Ära und es kam zu umfangreichen pädagogischen Veränderungen. Bis November 2011 wurden bei der Opferschutzstelle des Landes Vorarlberg 6 Fälle von Gewalt in der Stiftung Jupident gemeldet. | 1954–     |
|      | Kinderheilstation Viktorsberg                  | 6836 Viktorsberg                                              |                    | 2                                              |                              |                                                                      | |           |
|      | Kinderdorf Au-Rehmen                           | 6883 Au, Au-Rehmen 47° 19′ 23″ N, 9° 59′ 55″ O                | Privat             | 16                                             |                              |                                                                      | Das Kinderdorf Au-Rehmen wurde 1954 durch Hugo Kleinbrod gegründet und bis 1965 um mehrere Familienhäuser und ein Schulhaus erweitert. In den 1970er-Jahren übersiedelte das Kinderdorf nach Bregenz und nannte sich nun „Vorarlberger Kinderdorf“. | 1954–197? |
|      | Städtisches Waisenhaus, Städtisches Kinderheim | 6900 Bregenz, Belruptstraße 2 47° 30′ 8″ N, 9° 44′ 55″ O      | Kirche             |                                                |                              |                                                                      | Das im Jahr 1874 eröffnete und von den Barmherzigen Schwestern aus Zams geführte Waisenhaus wurde im Jahr 1942 von den Nationalsozialisten geschlossen und 1948 wiedereröffnet. Im Jahr 1954 erfolgte die Umbenennung in Städtisches Kinderheim, 1976 wurde es geschlossen. | 1874–1976 |

## Wien
| Bild | Bezeichnung                                                                      | Adresse/Standort                                                      | Art des Betreibers | Meldungen bezüglich Gewalt und/oder Missbrauch | Kapazität     | Ausbildungsmöglichkeiten                                                                                        | Sonstige Angaben | Bestehen            |
| ---- | -------------------------------------------------------------------------------- | --------------------------------------------------------------------- | ------------------ | ---------------------------------------------- | ------------- | --- | --- | ------------------- |
|      | Durchzugsheim Im Werd                                                            | 1020 Wien, Im Werd 19 48° 13′ 8″ N, 16° 22′ 36″ O                     | Gemeinde           | 26                                             | 40            | intern und extern                                                                                               | In dem Durchzugsheim der Stadt Wien für 40 männliche Jugendliche im Alter von 15 bis 18 Jahren gab es an internen Arbeitsmöglichkeiten: eine Tischlerei, eine Schlosserei, eine Schneiderei, sowie Arbeit im Wäschetauschmagazin, Mitfahren mit dem Essenswagen oder sie wurden zur Hausarbeit eingeteilt. Extern konnte in Gärtnereien (vermutlich der MA 42) oder in Anstalten der MA 17, das waren zumeist Krankenhäuser, gearbeitet werden. | –1985               |
|      | Lehrlingsheim der Stadt Wien-Leopoldstadt                                        | 1020 Wien, Obere Augartenstraße 26–28 48° 13′ 23″ N, 16° 22′ 28″ O    | Gemeinde           |                                                | 120           | interne Sonderschule, polytechnischer Lehrgang, externe Schulen                                                 | Das Heim hatte Plätze für 120 männliche Jugendliche von 14 bis 19 Jahren. Es wurde bereits Anfang der 1970er-Jahre von der Gruppe Spartakus als eines der Heime genannt, in denen Kinder und Jugendliche extreme psychische und körperliche Gewalt erlebten. |                     |
|      | Durchzugsheim Rochusgasse                                                        | 1030 Wien, Rochusgasse 8 48° 12′ 5″ N, 16° 23′ 23″ O                  | Gemeinde           |                                                | 35            | – | Das Durchzugsheim für 35 Mädchen von 15 bis 19 Jahren bot keine Ausbildung, keinen Ausgang, keinen Urlaub. Besuch konnte erst nach erfolgter Begutachtung erfolgen. |                     |
|      | Kinderübernahmestelle KÜSt, Julius-Tandler-Heim                                  | 1090 Wien, Lustkandlgasse 50 48° 13′ 48″ N, 16° 21′ 7″ O              | Gemeinde           | 64 KÜSt, 42 Heim                               | 178 (im Heim) | interne „Normal“- und Sonderschule                                                                              | Im Julius-Tandler-Heim, das als Durchzugsheim fungierte, wurden 178 Kinder im Alter von ½ bis 15 Jahren aufgenommen. | 1925–1998           |
|      | St. Josefs-Kinderheim                                                            | 1110 Wien, Dreherstraße 66 48° 9′ 9″ N, 16° 28′ 17″ O                 | Kirche             |                                                | 90            | externe Volks-, Haupt- oder Sonderschule                                                                        | Das Schulkinderheim der Karmelitinnen vom Göttlichen Herzen Jesu nahm 90 Kinder im Alter von 3 bis 15 Jahren auf. Diese besuchten externe Volks-, Haupt- und Sonderschulen. Das Heim war Vertragsheim der Stadt Wien, das Personal war konfessionell. |                     |
|      | Bundesanstalt für Erziehungsbedürftige in Kaiser-Ebersdorf                       | 1100, Wien, Kaiser-Ebersdorfer Straße 297 48° 9′ 34″ N, 16° 28′ 24″ O | Bund               |                                                | 400           | intern | Siehe Bundesanstalt für Erziehungsbedürftige in Kaiser-Ebersdorf | 1929–1974           |
|      | Kinderheim St. Raphael                                                           | 1110 Wien, Molitorgasse 13 48° 10′ 59″ N, 16° 24′ 38″ O               | Kirche             |                                                | 38            | – | In dem von der Kongregation der Anbetungsschwestern vom Heiligen Benedikt geführten Heim wurden 38 Buben und Mädchen im Alter von 2 bis 6 Jahren durch geistliche Schwestern betreut. Es war Vertragsheim der Stadt Wien. |                     |
|      | Säuglingsheim des Zentralkrippenvereins                                          | 1130 Wien, Lainzer Straße 172 48° 10′ 26″ N, 16° 17′ 3″ O             | Privat             |                                                | 104           | – | In diesem Vertragsheim der Stadt Wien wurden 104 Säuglinge und Kleinkinder von 0 bis 2 Jahren untergebracht. |                     |
|      | Heilpädagogisches Kinderheim Hütteldorf                                          | 1130 Wien, Seuttergasse 29 48° 11′ 44″ N, 16° 15′ 22″ O               | Privat             | 64                                             | 145           | interne Sondererziehungsschule                                                                                  | Das Vertragsheim der Stadt Wien, dessen Rechtsträger das Kuratorium für Erziehungshilfe war, nahm 145 männliche Jugendliche zwischen 6 und 15 Jahren auf. Die für das Kinderheim geführte Sondererziehungsschule befand sich am Hackinger Kai 15, drei Klassen waren im Heim selbst untergebracht. Der Schließung im Jahr 1995 folgte die Neueröffnung als August-Aichhorn-Haus, welches ca. 48 Kinder und Jugendliche zwischen 6 und 18 Jahren aufnahm und schließlich nach Niederösterreich übersiedelte. Heute befindet sich in dem Gebäude die Freie Waldorfschule Wien-West. | –1995 1996–2001     |
|      | Lehrlingsheim der Stadt Wien Hadersdorf-Weidlingau                               | 1140 Wien, Herzmanskystraße 22 48° 12′ 37″ N, 16° 12′ 35″ O           | Gemeinde           | Ja                                             | 65            | | Das Lehrlingsheim nahm 65 männliche Jugendliche im Alter von 15 bis 19 Jahren auf. Es wurde bereits Anfang der 1970er-Jahre von der Gruppe Spartakus als eines der Heime genannt, in denen Kinder und Jugendliche extreme psychische und körperliche Gewalt erlebten. |                     |
|      | Heim für Mutter und Kind der Caritas Socialis                                    | 1140 Wien, Linzer Straße 466 48° 12′ 13″ N, 16° 14′ 51″ O             | Kirche             |                                                | 100           | – | Das Heim bot Plätze für 100 Säuglinge, die von Schwestern der Caritas Socialis, aber auch weltlichem Personal betreut wurden. Es stand im Vertrag mit der Gemeinde Wien, von den 100 Plätzen waren 35 Privatplätze. |                     |
|      | Schweizer Haus Hadersdorf                                                        | 1140 Wien, Mauerbachstraße 34 48° 12′ 45″ N, 16° 13′ 24″ O            | Kirche             |                                                | 60            | – | Das vom Hilfswerk der evangelischen Kirchen in der Schweiz geführte Heim hatte weltliche Erzieher und Erzieherinnen. Es wurden Buben und Mädchen im Alter von 0 bis 6 Jahren aufgenommen. Das Heim war Vertragsheim der Stadt Wien, die von den 60 Plätzen 50 beanspruchte. Darin befindet sich eine Einrichtung für stationäre, dezentrale und ambulante Drogentherapie. | –1970               |
|      | Stadt des Kindes                                                                 | 1140 Wien, Mühlbergstraße 7 48° 12′ 26″ N, 16° 12′ 46″ O              | Gemeinde           | Ja                                             | 216           | extern | In der Stadt des Kindes wurden 216 Kinder im Alter von 3 bis 19 Jahren aufgenommen. | 1974–2002           |
|      | Erziehungsanstalt der Barmherzigen Schwestern vom Heiligen Vinzenz von Paul      | 1150 Wien, Gebrüder-Lang-Gasse 3–5 48° 11′ 32″ N, 16° 20′ 13″ O       | Kirche             |                                                |               | | |                     |
|      | Luisenheim, Haus Luise für Mutter und Kind                                       | 1150 Wien, Schanzstraße 34 48° 12′ 6″ N, 16° 18′ 51″ O                | Kirche             |                                                | 50            | | Das Lehrlingsheim für Mädchen ab 15 Jahre war Vertragsheim der Stadt Wien und hatte konfessionelles Erziehungspersonal. Heute: Abklärungswohnen für Mütter und Kinder im Fall drohender Kindesabnahme (5–6 Mütter mit insgesamt max. 9 Kindern), Notquartier (5 Mütter mit Kindern), Mutter-Kind-Wohnen (15 Plätze). |                     |
|      | Kinderheim St. Benedikt                                                          | 1160 Wien, Liebhartstalstraße 52 48° 13′ 3″ N, 16° 17′ 12″ O          | Kirche             |                                                | 35            | – | In diesem Vertragsheim der Stadt Wien werden 35 Kinder im Alter von 2 bis 6 Jahren von geistlichen Schwestern der Kongregation der Anbetungsschwestern vom Heiligen Benedikt betreut. |                     |
|      | Kinderheim Wilhelminenberg                                                       | 1160 Wien, Savoyenstraße 2 48° 13′ 11″ N, 16° 17′ 8″ O                | Gemeinde           | 132                                            | 200           | interne Volksschule, Hauptschule, Sonderschule                                                                  | Das Heim der Gemeinde Wien hatte 200 Plätze, auf die anfangs Buben und Mädchen, ab 1962 nur Mädchen im Alter von 6 bis 15 Jahren zugewiesen wurden; von 1972 bis 1974 gab es auch zwei koedukativ geführte Gruppen. Die Zahl der Plätze wurde immer wieder verringert, im Jahr der Schließung waren es nur mehr 45. Das Heim wurde im Zuge des Heimskandals medial zum Inbegriff der Gewalt in österreichischen Heimen. | 1927–1934 1950–1977 |
|      | Europahaus des Kindes                                                            | 1160 Wien, Vogeltenngasse 2 48° 13′ 1″ N, 16° 16′ 53″ O               | Privat             |                                                | 50            | externe Schulen                                                                                                 | Von 1965 bis 2001 als 5-Tage-Internat mit 45–80 Kindern zwischen 3 und 14 Jahren geführt und im Vertrag mit der Gemeinde Wien, wobei nur ein Teil der Plätze durch die Gemeinde Wien belegt wurde. Ab 1. Juli 2001 als sozialpädagogische Wohngruppe im Auftrag der MA 11; zur Anlage gehört auch ein bilingualer Kindergarten der Kinderfreunde. | 1965–               |
|      | Zentralkinderheim der Stadt Wien, Charlotte-Bühler-Heim                          | 1180 Wien, Bastiengasse 36–38 48° 14′ 7″ N, 16° 19′ 12″ O             | Gemeinde           | 21                                             | 520           | externe Volksschule                                                                                             | Das Zentralkinderheim wurde als Nachfolgeanstalt des ehemaligen Findelhauses am 20. Mai 1910 als Niederösterreichisches Landeszentralkinderheim eröffnet und im Zuge der Eigenständigkeit Wiens ab 1. Jänner 1922 als Zentralkinderheim der Stadt Wien übernommen. Anfangs wurden nur Kinder bis 2 Jahre übernommen, später kamen Kinder ab ihrem 7. Lebenstag bis 6 Jahre ins Zentralkinderheim, im Fall von Geschwisterreihen bis 10 Jahre, wobei diese eine externe Volksschule besuchten.                                                                                     | 1910–2000           |
|      | St. Josefs-Heim der Barmherzigen Schwestern vom Heiligen Vinzenz vom Paul        | 1180 Wien, Lacknergasse 87–89 48° 13′ 41″ N, 16° 20′ 1″ O             | Kirche             | Ja                                             | 60            | externe Schulen                                                                                                 | Das dem Caritasverband der Erzdiözese Wien gehörende Heim war Vertragsheim der Stadt Wien und bot Plätze für 60 männliche Kinder und Jugendliche im Alter von 6 bis 14 Jahren, wobei die Aufnahme nur bis zum 12. Lebensjahr erfolgte. Das Personal war überwiegend konfessionell. |                     |
|      | Schülerheim für Kinder und Jugendliche Pötzleinsdorf                             | 1180 Wien, Pötzleinsdorfer Straße 46 48° 14′ 27″ N, 16° 18′ 46″ O     | Gemeinde           |                                                | 56            | extern | Das Heim der Stadt Wien hatte Plätze für 56 Mädchen im Alter von 6 bis 19 Jahren. |                     |
|      | Evangelisches Mädchenheim der Inneren Mission                                    | 1180 Wien, Schopenhauerstraße 16 48° 13′ 26″ N, 16° 20′ 46″ O         | Kirche             |                                                | 30            | externe Schulen, interne Berufsausbildung                                                                       | Das mit weltlichen Erzieherinnen geführte Heim hatte 30 Plätze für 10- bis 16-jährige Mädchen, die bei Bedarf auch bis zum Ende der Lehrzeit oder bis zum Abschluss einer höheren Schule behalten wurden. 20 Plätze wurden privat, 10 durch die Gemeinde Wien vergeben (Vertragsheim). |                     |
|      | Heim Am Himmel der Kongregation der Schwestern vom armen Kinde Jesu              | 1190 Wien, Gspöttgraben 5 48° 15′ 41″ N, 16° 18′ 48″ O                | Kirche             |                                                | 60            | – | Das Vertragsheim der Stadt Wien beherbergte 60 Kinder im Alter von 2 bis 6 Jahren. Die Gruppen wurden von geistlichen Schwestern geleitet, weiters gehörten ein bis zwei weltliche Kindergärtnerinnen pro Gruppe zum Personal. |                     |
|      | S-Klassen-Heim Gspöttgraben der Kongregation der Schwestern vom armen Kinde Jesu | 1190 Wien, Gspöttgraben 5 48° 15′ 41″ N, 16° 18′ 48″ O                | Kirche             |                                                | 40            | interne Sonderschule                                                                                            | Das Vertragsheim der Stadt Wien beherbergte bis zu 40 Buben im Alter von 6 bis 15 Jahren. Die Gruppen wurden von geistlichen Schwestern geleitet. |                     |
|      | Lehrmädchenheim der Gemeinde Wien, Nußdorf                                       | 1190 Wien, Hammerschmidtgasse 22 48° 15′ 28″ N, 16° 21′ 45″ O         | Gemeinde           |                                                | 70            | | Das Lehrlingsheim der Gemeinde Wien wurde zunächst für männliche, ab 1949 für weibliche Jugendliche geführt und hatte (1968) 70 Plätze für Mädchen von 15 bis 19 Jahren. Heute ist es ein überregionales Krisenzentrum für jugendliche Mädchen. |                     |
|      | Erziehungsheim der Stadt Wien, Döbling                                           | 1190 Wien, Hartäckerstraße 26 48° 14′ 21″ N, 16° 20′ 23″ O            | Gemeinde           |                                                | 80            | extern | Das Heim bot Platz für 80 männliche, ab 1988 weibliche Kinder und Jugendliche im Alter von 6 bis 20 Jahren, die externe Schulen besuchten. Heute leben rund 24 Kinder in drei Wohngemeinschaften in der Villa. | 1950–               |
|      | Kinderheim Hohe Warte                                                            | 1190 Wien, Hohe Warte 3–5 48° 14′ 43″ N, 16° 21′ 19″ O                | Gemeinde           | 86                                             | 150           | interne Sondererziehungsschule (Volksschule, Hauptschule 2. Klassenzug)                                         | Das Heim der Stadt Wien nahm bis zu 150 männliche Kinder und Jugendliche im Alter von 6 bis 14 Jahren auf. | 1908–2000           |
|      | Clara Fey-Kinderheim                                                             | 1190 Wien, Stefan-Esders-Platz 1 48° 15′ 10″ N, 16° 19′ 54″ O         | Kirche             | Ja                                             | ca. 90        | interne, externe und halbinterne Sonderschule und Sonderschule für Schwerstbehinderte, Berufsvorbereitungskurse | Das Vertragsheim der Stadt Wien stellte 30 private Plätze, 30 für das Land Niederösterreich und 23, ab Herbst 1968 35 Plätze für die Gemeinde Wien zur Verfügung. Das Personal war weltlich und konfessionell. Heute werden koedukativ geführte Wohngruppen an vier Standorten in Wien betrieben. | 1953 –              |
|      | Lehrlingsheim der Stadt Wien Am Augarten                                         | 1200 Wien, Wasnergasse 33 48° 13′ 44″ N, 16° 22′ 30″ O                | Gemeinde           | 21                                             | 135           | | In dem Heim wurden 135 Burschen aufgenommen. Es wurde bereits Anfang der 1970er-Jahre von der Gruppe Spartakus als eines der Heime genannt, in denen Kinder und Jugendliche extreme psychische und körperliche Gewalt erlebten. |                     |
|      | Dr.-Adolf-Lorenz-Heim                                                            | 1230 Wien, Kanitzgasse 8 48° 9′ 5″ N, 16° 16′ 15″ O                   | Gemeinde           | Ja                                             | 96            | interne Sonderschule, Lehre Wäschewarenerzeuger                                                                 | Das Heim der Stadt Wien war für körperbehinderte Kinder von 6 bis 15 Jahren, Mädchen bis 18 Jahre. Nach der internen Sonderschule für Körperbehinderte konnten die Mädchen eine Wäschewarenerzeugerlehre absolvieren. | 1964–1988           |

## Verwendete Literatur
- Hans Weiss: Tatort Kinderheim. Ein Untersuchungsbericht. Deuticke im Paul Zsolnay Verlag, Wien 2012, ISBN 978-3-552-06198-9 (Google-Vorschau).
- Georg Hönigsberger, Irmtraut Karlsson: Verwaltete Kindheit. Der österreichische Heimskandal. Kral Verlag, Berndorf 2013, ISBN 978-3-99024-189-9.
- MA11 – Psychologischer Dienst (Hrsg.): Heimverzeichnis. Wien 1967 (ruzsicska.lima-city.de [PDF]).
- Kundmachung des Landeshauptmannes von Oberösterreich vom 22. Dezember 1956 betreffend die Anzeigepflicht von Masern, Mumps, Röteln und Schafblattern (Varicellen). Bundeskanzleramt Österreich, abgerufen am 8. Dezember 2014.
- Heimverzeichnis 1967. (PDF) MA 11, abgerufen am 8. Dezember 2014.
- Wohn- und Betreuungseinrichtungen öffentlicher Trägerorganisationen zur Sicherung des Wohls von Kindern und Jugendlichen. Land Niederösterreich, abgerufen am 8. Dezember 2014.
- Tarif betreffend die Verpflegungskosten in den städtischen Jugendfürsorgeanstalten, in den privaten Kinder- und Erziehungsheimen, die im Vertragsverhältnis zur Stadt Wien stehen, in den staatlichen Jugendheimen sowie in den Pflegestellen. In: Amtsblatt „Stadt Wien“. Nr. 12, 20. März 1971 (lima-city.de [PDF; abgerufen am 8. Dezember 2014]).